# Liza Stara
Liza Stara – wieś w Polsce położona w województwie podlaskim, w powiecie białostockim, w gminie Poświętne.
| SIMC    | Nazwa | Rodzaj    |
| ------- | ----- | --------- |
| 0038787 | Wygon | część wsi |

W latach 1921–1934 wieś należała do gminy Topczewo.
Według Powszechnego Spisu Ludności z 1921 roku wieś zamieszkiwało 295 osób, wśród których 293 było wyznania rzymskokatolickiego, a 2 mojżeszowego. Jednocześnie 293 mieszkańców zadeklarowało polską przynależność narodową, a 2 żydowską. Było tu 44 budynków mieszkalnych.
W latach 1975–1998 miejscowość administracyjnie należała do województwa białostockiego.
W czasie II wojny światowej, w latach 1943–1944 zginęło 14 mieszkańców wsi. 6 osób Niemcy wywieźli na roboty przymusowe, spalili 4 gospodarstwa. Gestapo za przynależność do Armii Krajowej zamordowało Adama i Jana Oleszczuka.
Wierni kościoła rzymskokatolickiego należą do parafii św. Stanisława w Topczewie.